# 塞姆汀炸药

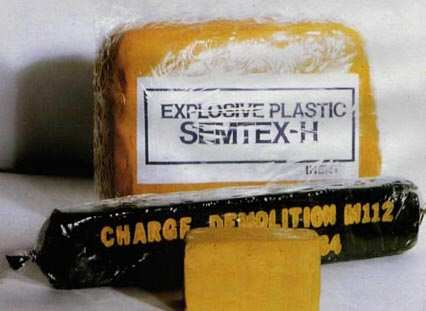
塞姆汀 H

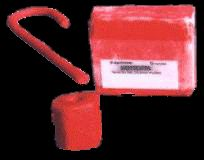
塞姆汀 A1

塞姆汀炸药（捷克语：Semtex），是捷克Explosia公司制造的工业及军事塑胶炸药。它是一种通用的塑胶炸药，含黑索金和季戊四醇四硝酸酯。
塞姆汀炸药是捷克斯洛伐克在1955年代研发的炸药。本炸药保持-40至+60度的可塑性。捷克斯洛伐克在80年代生产两种类型的塞姆汀。
本炸药输出到利比亚(700吨)和越南(14吨)。因为恐怖分子获得了塞姆汀炸药，所以捷克斯洛伐克政府在1989年禁止继续出口。自1991年以来本炸药只能在政府指导下出口。1988年12月21日泛美航空103號班機遭到恐怖攻击，在苏格兰洛克比镇坠落。飞机的机翼和油箱坠落爆炸摧毁了数幢建筑，杀死地面上十一名居民，并形成了一个大坑。附近的许多建筑也被碎片破坏。整个事故导致21个国家共270人丧生（机上259人，地面11人）。
调查人员推算，那土制炸弹由280至400克塞姆汀炸药、一枚电池和一个电子计时器组成，藏在一部东芝收音录音机（可能是RT-SF16型号）里。虽然找不到任何塑胶炸药，他们在相信炸弹所在行李集装箱的金属碎片上，发现季戊四醇四硝酸酯和黑索金。太安和黑索金是塑胶炸药（包括塞姆汀）的成分。
目前塞姆汀炸药在布尔诺生产。
| 塞姆汀火药                                 | 塞姆汀火药      | 塞姆汀火药       | 塞姆汀火药 |
| 物质                                       | 塞姆汀 A1       | 塞姆汀 H         | 塞姆汀 2P  |
| ------------------------------------------ | --------------- | ---------------- | ---------- |
| 季戊四醇四硝酸酯                           | 76 %            | 40.9 %           | 58.45%     |
| 黑索金                                     | 4.6 %           | 41.2 %           | 22.9%      |
| 密封胶 styrene-butadiene                   | 9.4 %           | 9 %              | 9.2%       |
| 塑化劑 n-octyl phthalate, tributyl citrate | 9 %             | 7.9 %            | 8.45%      |
| 抗氧化剂 N-phenyl-2-naphthylamine          | 0.5%            | 0.5%             | 0.5%       |
| 色素                                       | Sudan IV (红色) | Sudan I (橙黄色) | 棕色       |